# Comité Paralímpico Mexicano
El Comité Paralímpico Mexicano es el comité paralímpico nacional que representa a México. Esta organización es la responsable de las actividades deportivas paralímpicas en el país. Es miembro del Comité Paralímpico Internacional y del Comité Paralímpico de las Américas.